# Rikbaktsá
Los rikbaktsá o erigpaksá son una etnia indígena de la amazonía de Brasil, región de Mato Grosso. Su lengua el idioma rikbaktsá es una lengua no clasificada aunque muchos autores consideran convincente el parentesco con las lenguas macro-yê.

## Etimología
Rikbaktsá ( rik, persona + bak, ser humano + tsa [sufijo de plural]), la autodenominación del grupo, puede ser traducida como seres humanos. La gramática y la pronunciación de la palabra tiene variantes como: Ricbacta, Erikbaktsa, Erigpaktsa, Erigpagtsá, Erigpactsa, Erikbaktsá, Arikpaktsá, y Aripaktsá. Localmente, ellos son llamados también como Canoeiros (Gente de las canoas), aludiendo al uso de sus canoas. También son llamados Orelhas de Pau eludiendo esta vez al uso de enormes aretes de madera.

## Localización

El estado brasileño de Mato Grosso, donde se halla el territorio de los Rikbaktsa.

Los rikbaktsa viven en la selva noroeste de Mato Grosso. Su territorio original solía abarcar 50 000 km². Actualmente tanto su territorio como su población (909 personas) se ve muy reducido, junto al curso del río Juruena, al nordeste de la ciudad de Aripuanã, aguas arriba de la desembocadura del São Manoel, en la confluencia de los ríos Juruena y do Sangue, hacia el este de la ciudad de Juína. Existen tres asentamientos principales.
- AI Rikbaktsa (Barranco Vermelho, municipio de Brasnorte, en la zona de la confluencia de los ríos Sangue y Juruena con 624 rikbaktsá en 1985);
- AI Japuira (municipio de São José do Rio Claro, en la orilla oriental del Juruena, entre los ríos Sangue y Arinos, al norte del AI Rikbaktsa, con 22 familias rikbaktsá (1987) provenientes del AI Rikbaktsá);
- AI Escondido (municipio de Aripuanã, en la orilla occidental del río Juruena, unos 130 km al norte del AI Japuira, con 30 rikbaktsá en 1987).

## Historia
No hay referencia alguna previa al siglo XX de la historia de esta etnia, tampoco hay testimonio arqueológico alguno que nos permita saber cuando o como llegaron a ocupar sus tierras. Sin embargo sus mitos y sus conocimientos detallados de la flora local indican que llevan un buen tiempo viviendo allí.
Aunque los científicos y exploradores visitaron por razones comerciales y científicaslos terrenos ocupados por los Rikbaktsa desde el siglo XVII, fue recién a partir de la década de 1940 que se tuvo los primeros contactos con ellos. A partir de entonces las enfermedades conocidas por los exploradores pero nueva para los rikbaktsa se hicieron epidemia en su medio y terminaron diezmando a tres cuartas partes de su población.

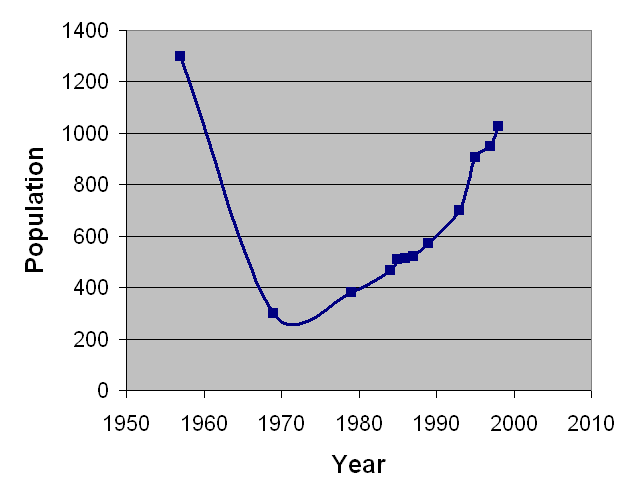
Crecimiento y decrecimiento histórico de los Rikbaktsa historical population desde su descubrimiento al mundo occidental.

Al inicio se resistieron a todos los intentos de "pacificación" con el exterior, especialmente entre 1957 y 1962 cuando los extractores de caucho intentaron adaptarlos a un estilo de vida más occidental.
Fue a partir de 1962 cuando su "pacificación" se logró mediante las misiones jesuitas. (Ay que ser miserables, pacificar, hay demasiada gente sin vergüenza).
Durante su proceso de pacificación, muchos Ribkbaktsa fueron llevados a las aldeas cercanas a su territorio junto a otras tribus para que sus adultos aprendieran a leer y escribir mientras que sus niños se educacen en escuelas jesuitas.

## Idioma
El idioma hablado por los rikbaktsa lleva el mismo nombre de la tribu, usualmente se considera parte de la macrofamilia macro-yê. Como muchas otras lenguas amazónicas, este idioma se caracteriza por que algunas de sus palabras tienen terminaciones que indican el género del hablante. 
La mayoría de los rikbatsa hablan también portugués, de hecho los Rikbatsa más jóvenes tienden a hablarlo con mayor frecuencia.